# Боливија на Светском првенству у атлетици у дворани 2008.
Боливија је учествовала на 12. Светском првенству у атлетици у дворани 2008. одржаном у Валенсији од 7. до 9. марта. Репрезентацију Боливије на њеном дванаестом учешћу на светским првенствима у дворани, представљао је један атлетичар који се такмичио у трци на 800 метара.
На овом првенству Боливија није освојила ниједну медаљу, нити је оборен неки рекорд.

## Учесници
Мушкарци:
- Фадрике Иглесијас — 800 м

## Резултати

### Мушкарци
| Атлетичар         | Дисциплина | Лични рекорд | Квалификација | Квалификација | Полуфинале           | Полуфинале           | Финале               | Финале       | Детаљи                                 |
| Атлетичар         | Дисциплина | Лични рекорд | Резултат      | Место         | Резултат             | Место                | Резултат             | Место        | Детаљи                                 |
| ----------------- | ---------- | ------------ | ------------- | ------------- | -------------------- | -------------------- | -------------------- | ------------ | -------------------------------------- |
| Фадрике Иглесијас | 800 м      | 1:48,16      | 1:50,55       | 5. у гр. 2    | Није се квалификовао | Није се квалификовао | Није се квалификовао | 20 / 30 (32) | Архивирано на веб-сајту (20. јун 2019) |